# Namasthée Harris-Gauthier
Namasthée Harris-Gauthier (Montréal, 28 agosto 1994) è una pattinatrice di short track canadese.

## Biografia
Dal 2014 è entrata nel giro della nazionale canadese di short track, allenata dal commissario tecnico Frédéric Blackburn e da Jeffrey Scholten
Ai campionati mondiali di Seul 2016 ha vinto la medaglia d'argento nella staffetta 3.000 metri.

## Palmarès

### Mondiali
- Campionati mondiali

Seul 2016: argento nella staffetta 3000 m;